# Troféu HQ Mix de melhor web quadrinhos
Web quadrinhos é uma das categorias do Troféu HQ Mix, premiação brasileira dedicada aos quadrinhos que é realizada pela Associação dos Cartunistas do Brasil (ACB) e pelo Instituto do Memorial das Artes Gráficas do Brasil (IMAG) desde 1989.

## História
Em 2008, foi criada a categoria "Web quadrinhos", englobando tanto quadrinhos digitais distribuídos pela internet quanto tiras cômicas online. Em 2012, as tiras cômicas passaram a fazer parte da categoria "Web tira".
Os vencedores são escolhidos por votação entre profissionais da área (roteiristas, desenhistas, jornalistas, editores, pesquisadores etc.) a partir de uma lista de sete indicados elaborada pela comissão organizadora do evento, com exceção de 2010, em que o vencedor foi eleito diretamente pela comissão e pelo júri especial. A partir de 2013, a lista de indicados passou a ser definidas após inscrições prévias enviadas por e-mail para os organizadores.

## Vencedores e indicados
| Ano  | Site                                        | Autor(es)                                   | URL                                         | Outros indicados | Notas         |
| ---- | ------------------------------------------- | ------------------------------------------- | ------------------------------------------- | --- | ------------- |
| 2008 | Malvados                                    | André Dahmer                                | Link                                        | - Desvio - A. Moraes / Jean Okada - Dinamite & Raio Laser - Samuel Fonseca - Linha do Trem - Raphael Salimena - Nicolau - Lucas Lima - The Major - Hector Lima / Irapuan Luiz / Michelle Fiorucci - Toscomics - Samanta Flôor | [ 1 ] [ 5 ]   |
| 2009 | Quadrinhos ordinários                       | Rafael Sica                                 | Link                                        | - Candyland - Capital - Clube da Esquina - Exploradores do Desconhecido - O Homem Nu - Meu Mundo Nosso - Rei Emir | [ 6 ] [ 7 ]   |
| 2010 | Dinamite & Raio-Laser                       | Samuel Fonseca                              | Link                                        | Eleito pela comissão e pelo júri especial | [ 8 ]         |
| 2011 | Linha do Trem                               | Raphael Salimena                            | Link                                        | - Dinamite & Raio Laser (Samuel Fonseca) - Edbar (Lucio) - Nerdson (Kalisson Bezerra) - Notas sobre o Fim (Pedro Franz) - O Diário de Virgínia (Cátia Ana) - Zeladores (Mr. Guache e Nathan Cornes) | [ 9 ] [ 10 ]  |
| 2012 | Terapia                                     | Rob Gordon, Marina Kurcis e Mario Cau       | Link                                        | - Dinâmica de Bruto (Bruno Maron) - Ledd (JM Trevisan e Lobo Borges) - Meu Monarca Favorito (Tiburcio) - Quadrinhos A2 (Cristina Eiko e Paulo Crumbim) - Quadrinhos Rasos (Eduardo Damasceno e Luís Felipe Garrocho) - Tune 8 (Rafael Albuquerque) | [ 2 ] [ 11 ]  |
| 2013 | Feira da Fruta                              | vários autores                              | batimahq.blogspot.com.br                    | - Beladona - meus 7 anos - Gnut - Jones - Quadrinhos Rasos - Quem bebe mais? - Terapia - Visualizando citações | [ 12 ] [ 13 ] |
| 2014 | Terapia                                     | Mario Cau, Marina Kurcis e Rob Gordon       | Link                                        | - Bear - Beladona - Era da Ferrugem - Pocket Comics - Robô Esmaga - Quadrinhos Ácidos | [ 14 ] [ 15 ] |
| 2015 | Beladona                                    | Ana Recalde e Denis Mello                   | Link                                        | - Bear - Edgar - O Diário de Virginia - Quadrinhos Ácidos - Salsicha em Conserva - Terapia | [ 16 ] [ 17 ] |
| 2016 | Quadrinhos Ácidos                           | Pedro Leite                                 | Link                                        | - homemgrilo.com - leialamen.com.br/webmangas/super/ - novahelade.com/ - outrosquadrinhos.com.br/serie/greg-o-contador-de-historias/ - santuarioscomic.tumblr.com/post/114707608586 - www.petisco.org/terapia - medium.com/@danieljacob81/plastinarium-57138bd76fce - play.google.com/store/apps/details?id com.snp.anarquia - www.socialcomics.com.br/super/1 | [ 18 ] [ 19 ] |
| 2017 | As Empoderadas                              | Germana Viana                               | Link                                        | - A INFÂNCIA DO BRASIL (www.ainfanciadobrasil.com.br) - A SPACE TALE (www.aspacetale.com) - ENTREQUADROS – UMA PAUSA ENTRE QUADROS DA VIDA (entrequadros.wordpress.com) - EVENTOS INTRIGANTES DA ERA DA FERRUGEM – LIVRO 2 (eradaferrugem.com.br/parte-2/capitulo-1-2) - ISTO NÃO É UM ASSASSINO (istonaoeumassassino.myartsonline.com) - KOMOREBI (komorebicomic.tumblr.com/contato) - TERAPIA (petisco.org/terapia) - VAGABUNDOS NO ESPAÇO – CAPÍTULO 1 (www.vagabundosnoespaco.com.br/2016/09/capitulo-1-zix.html) - VALKIRIA (petisco2.org/valkiria) | [ 20 ] [ 21 ] |
| 2018 | Hell No! Meu pai é o diabo                  | Leo Finocchi                                | Link                                        | - Bendita Cura (tapas.io/series/bendita-cura) - Depósito do Wes (depositodowes.com) - Entrequadros HQ (entrequadros.wordpress.com) - Enxerto (facebook.com/passarinhamatreira) - Hooligan (www.instintomangaka.com/series/hooligan) - Lebre e Coelho (tapas.io/series/Lebre-e-Coelho) - Nocturne (pt-br.nocturnecomic.com) - Terapia (petisco.org/terapia) - Valkíria – Guerra Fria (petisco2.org/valkiria) | [ 22 ] [ 23 ] |
| 2019 | Bendita Cura                                | Mário César                                 | Link                                        | - A Todo Vapor - Ciça Menina Saci - Crisálida - Hell No! - Inteligível - Malu – Cotidiano Alterado - O Mundo de Yang – Rumo Ao Sul - Teocrasília - Valkíria – Guerra Fria | [ 24 ] [ 25 ] |
| 2020 | Bendita Cura Mário César                    | Bendita Cura Mário César                    | Bendita Cura Mário César                    | - A Todo Vapor! (Enéias Tavares e Fred Rubinm) - Bittersweet (Mary Cagnin) - Gemini (Rogi Silva e Clémence Bourdaud) - Instacomics: The Last Drive (Tiago Palma) - Laços (Sandro Manesco Junior) - O Abismo (Má Matiazi) - Por Assim Dizer (João Gutkoski) - Porto Alegre em Quadrinhos (Pablito Aguiar) - Valkíria: Guerra Fria (Jorge de Barros, Alex Genaro e Alex Mir) | [ 26 ] [ 27 ] |
| 2021 | Confinada Leandro Assis e Triscila Oliveira | Confinada Leandro Assis e Triscila Oliveira | Confinada Leandro Assis e Triscila Oliveira | - Bendita Cura (Mário César) - Boa Sorte (Helena Cunha) - Como Fazer Amigos e Enfrentar Alienígenas (Gustavo Borges e Eric Peleias) - Entre Quadros: Entrevistas Ilustradas (Gabriela Güllich) - Juquinha: O Solitário Acidente da Matéria (Max Andrade) - Red Oni (Clara Carvalho) - Sara Animals: O Enterro do Sr. Bigodes (Cassio Ribeiro) - Shut Eye (Skailla) - Travessia (Rapha Pinheiro) - Valkíria: No Espaço (Alex Mir e Alex Genaro) | [ 28 ] [ 29 ] |
| 2022 | Arlindo Ilustralu                           | Arlindo Ilustralu                           | Arlindo Ilustralu                           | - A Odisseia dos Reinos da Morte (Cacá Gontijo) - André Valente's O Lar da Lesma Branca de Bram Stoker (André Valente) - Caóticas Neutras (Rodrigo Ortiz e Mari Rolin) - Como Fazer Amigos e Enfrentar Alienígenas (Gustavo Borges e Eric Peleias) - Dying Light (Guilherme Gzolli) - Found Footage Stories (Marvin Rodriguez) - Homem-Grilo (Cadu Simões e Fred Hildebrand) - Laços (Sandro Manesco Junior) - Travessia (Rapha Pinheiro) | [ 30 ] [ 31 ] |
| 2023 | Homem-Grilo Cadu Simões e Fred Hildebrand   | Homem-Grilo Cadu Simões e Fred Hildebrand   | Homem-Grilo Cadu Simões e Fred Hildebrand   | - 48km (IaraNaika) - Contra Tempo: Uma Viagem de 200 Anos (Ana Cardoso, Hyna Crimson, Igor Marques e João Paulo Pimenta) - Icamiabas (Tom Gomes) - Luto É um Lugar que Não se Vê (Gabriela Güllich) - Normal (Helena Cunhas) - Ovelha Negra (Cafezal) - Quadrinhos Infinitos (Cátia Ana) - Sem Norte: A Bússola Perdida (Raquel Morais Simoso) - Um Quadrinho para Falar de Vaginismo (Lari Macedo) | [ 32 ] [ 33 ] |